# Далленвиль
Далленвиль (нем. Dallenwil) — коммуна в Швейцарии, в кантоне Нидвальден.
Население составляет 1775 человек (на 31 декабря 2006 года). Официальный код — 1503.

## География

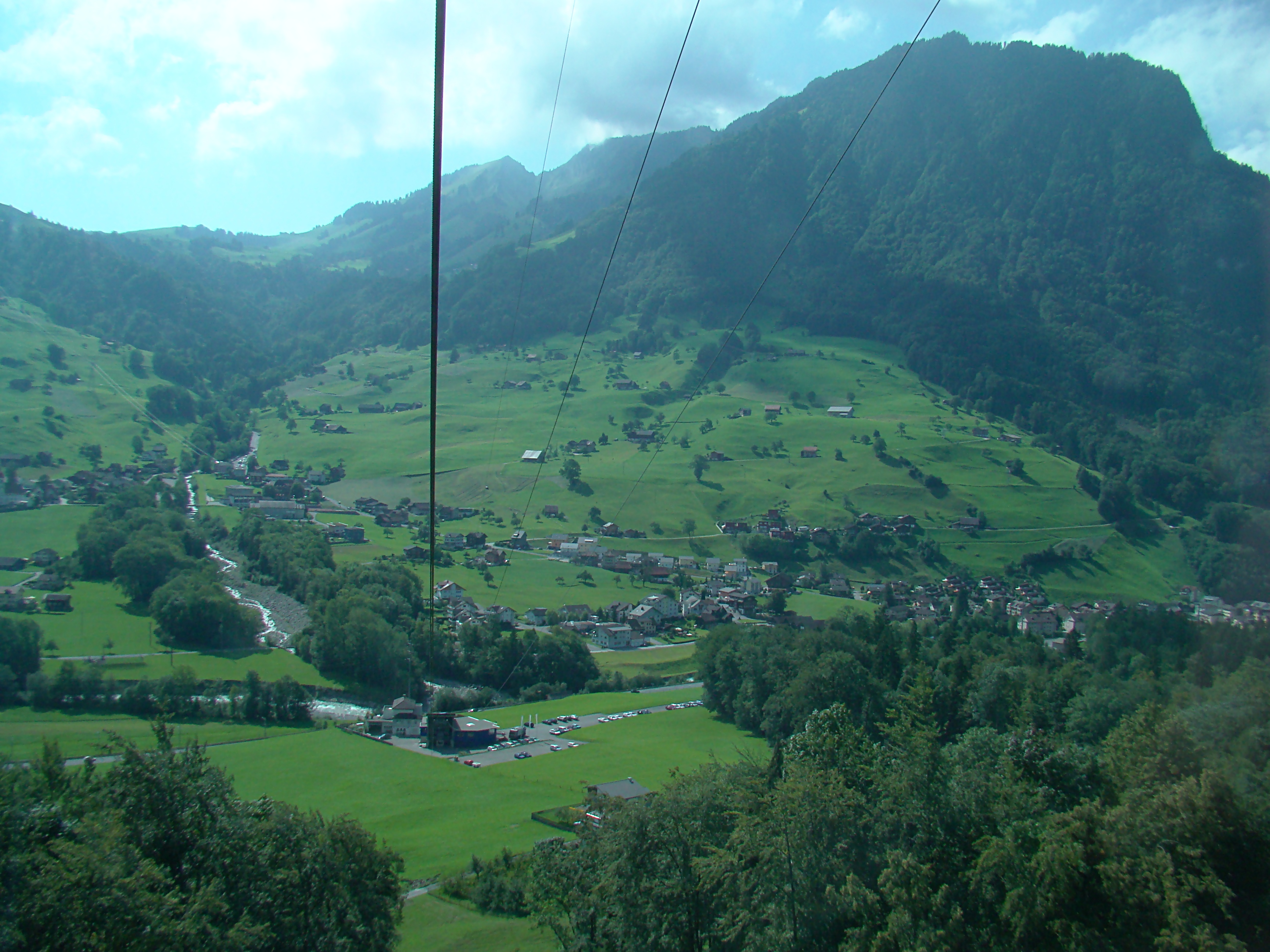
Далленвиль

Далленвиль имеет площадь 15,5 квадратных километров, из этой области, 53,7 % используется в сельскохозяйственных целях, в то время как 38 % занято лесами. Из остальных земель, 4,6 % используется под здания или дороги, а остальные (3,7 %) является не продуктивными землями (реки, ледники или горы).

## Население
Далленвиль в 2005 году имел уровень безработицы 0,92 %. По состоянию на 2005 год 145 человек было занято в первичном секторе экономики, 165 человек заняты в обрабатывающем секторе и 245 человек занято в третичном секторе.
По состоянию на 2007 год 7,1 % населения составляли иностранные граждане.
Исторический рост населения приведен в следующей таблице:
| Год  | Численность населения |
| ---- | --------------------- |
| 1850 | 731                   |
| 1900 | 612                   |
| 1950 | 869                   |
| 1980 | 1,142                 |
| 1990 | 1,508                 |
| 2000 | 1,732                 |
| 2005 | 1,756                 |